# Atlas des langues en danger dans le monde
Pour les articles homonymes, voir Atlas.
 (juillet 2022).
L'Atlas des langues en danger dans le monde (anciennement Livre rouge des langues en danger) est publié par l'UNESCO et recueille sous forme de liste l'ensemble des langues étant confrontées (à plus ou moins court terme) à un risque de disparition.

## Présentation

Échelle de degré de menace des langues en danger selon l'UNESCO

La troisième édition a été publiée en ligne en février 2009 et a paru sur papier début 2010, en anglais, espagnol et français.
Cette dernière édition de 2010, publiée avec le soutien du gouvernement norvégien, liste environ 2 500 langues en danger, ou disparues pour 230 d'entre elles depuis 1950. Pour chacune de ces langues, l'atlas donne son nom, le degré de menace et le ou les pays où cette langue est parlée.
Le degré de menace est mesuré avec l'échelle suivante : 
- vulnérable : la plupart des enfants parlent la langue, mais son usage peut être restreint à certains domaines (par exemple à la maison) ;
- en danger : les enfants n'apprennent plus la langue comme langue maternelle ;
- sérieusement en danger : la langue est parlée par les grands-parents et les plus vieilles générations, la génération des parents peut la comprendre mais ils ne la parlent pas à leurs enfants ou entre eux ;
- en situation critique :  les plus jeunes locuteurs sont les anciens et les grands-parents et ils ne parlent la langue que partiellement et non régulièrement ;
- éteinte : il ne reste plus aucun locuteur connu de cette langue depuis 1950.